# Galium festivum
Galium festivum là một loài thực vật có hoa trong họ Thiến thảo. Loài này được Krendl mô tả khoa học đầu tiên năm 1978.